# Belagerung von Rheinberg (1598)
Die Belagerung von Rheinberg 1598 durch spanische Truppen unter dem Befehl von Admiral Francisco de Mendoza fand vom 9. bis zum 14. Oktober 1598 während des Achtzigjährigen Krieges statt und endete mit der Kapitulation der Stadt.

## Vorgeschichte
Am 20. August 1597 gelang es Moritz von Oranien nach Belagerung Rheinbergs die Stadt nach sieben Jahren von den Spaniern zurückzuerobern und zu besetzen.
Bedingt durch den Frieden von Vervins vom 2. Mai 1598 war es Erzherzog Albrecht VII. von Österreich, Statthalter der habsburgisch Niederlande, möglich geworden, seine ganze Macht gegen die Niederländer zu verwenden. Er ernannte Admiral Francisco de Mendoza zum Oberbefehlshaber über 22.000 Mann und Friedrich IV. von dem Bergh zum Marschall. Anfang September begannen sie ihren Feldzug, überquerten die Maas Richtung Osten und durchzogen die neutralen Herzogtümer Jülich und Kleve und das Erzbistum Köln. Schließlich eroberten sie am 4. September die Stadt Orsoy und errichteten hier wie auch auf der gegenüberliegenden Seite des Rheins in Walsum Schanzen, um den Fluss zu sichern. Da ein Sturm die errichtete Schiffsbrücke zwischen den beiden Orten weggerissen hatte, veranlasste Mendoza Rheinberg zu erobern, um wieder eine sichere Verbindung mit dem rechten Rheinufer zu erlangen.

## Belagerung
Am 9. Oktober 1598 begannen die Spanier mit der Belagerung Rheinbergs und forderten die Kapitulation, was der Stadtkommandant Schaeff ablehnte. Die Spanier begannen daraufhin mit dem Beschuss. Eine erneute Aufforderung zur Kapitulation folgte am 14. Oktober und wurde durch den neuen Stadtkommandanten Lukas Hedding, Schaeff war zuvor an der Pest verstorben, erneut abgelehnt. Am selben Tag wurde der Beschuss fortgesetzt und eine feindliche Kugel schlug in den Turm ein und zündete die eingelagerte Pulvermenge, der Turm  explodierte und dabei wurde die kurkölnische Landesburg, etliche Häuser und Teile der Stadtmauer zerstört und Hedding getötet. Daraufhin kapitulierte die Besatzung unter der Bedingung des freien Abzugs.

## Folgen
Rheinberg wurde von den Spaniern bis zu der Belagerung von 1601 durch Moritz von Oranien gehalten.